# Freetown (Antigua en Barbuda)
Freetown is een plaats in de parish Saint Philip in Antigua en Barbuda.
In 1841 werd door de methodisten een kapel en een school gebouwd in Freetown. De afschaffing van de slavernij in 1838 had geleid tot een leegloop van Willoughby Bay, en in 1842 verhuisden de inwoners van het dorp naar Freetown.
Het strand Half Moon Bay bevindt ten zuidenoosten van Freetown.